# Ferdrupt
Ferdrupt (prononcer Ferdru [fɛʁdʁy] ) est une commune française de moyenne montagne située dans le département des Vosges, en région Grand Est. Elle fait partie du Massif des Vosges.
Ses habitants sont appelés les Ferdrupéens ou les Ferdruppéens .

## Géographie

### Localisation
Enserrée entre Ramonchamp et Rupt, Ferdrupt est une petite commune de la haute vallée de la Moselle.
La commune est à 5,0 km de Rupt-sur-Moselle, 6,9 de Le Thillot, 18,5 de Remiremont et 22,8 de La Bresse.

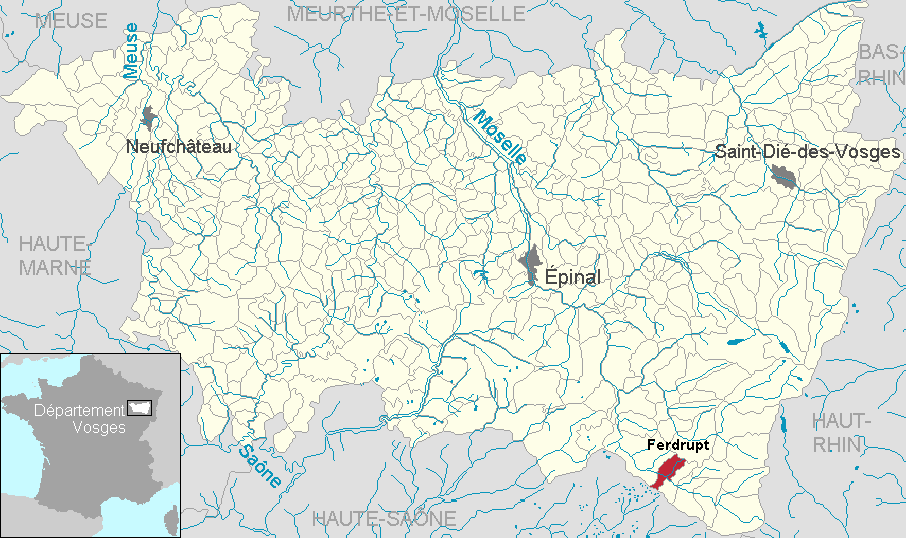
Localisation dans le département.

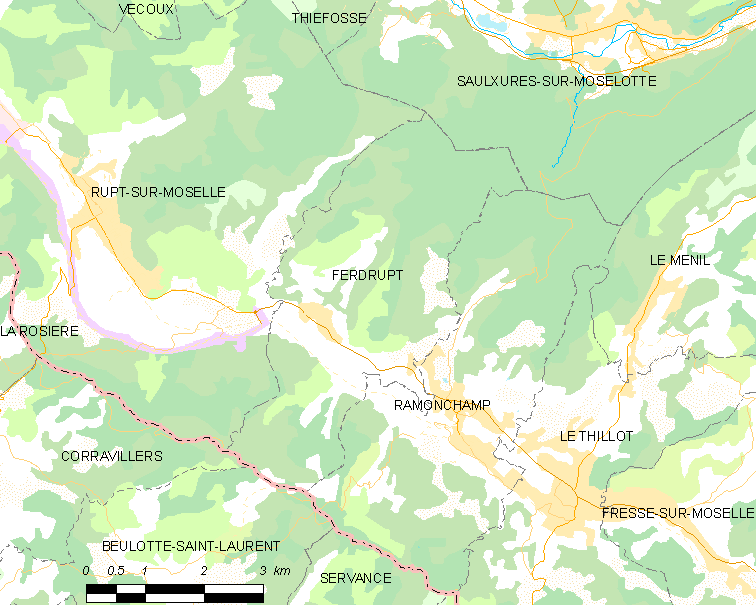
Situation géographique de Ferdrupt.

### Géologie et relief
L'agglomération comporte le village proprement dit et deux hameaux : Remanvillers et Xoarupt. L'adret et surtout l'ubac sont le domaine de forêts où dominent les résineux.
Le territoire de la commune est essentiellement montagneux et accidenté ; l'altitude minimale est de 444 m, la mairie est à 450 m tandis que l'altitude maximale y est atteinte sur la Tête de l'Homant (896 m) et du Grand Coteau à (903 m) bien que le véritable sommet à 905 m se situe sur la commune voisine de Saulxures-sur-Moselotte.
D'autres sommets présents dans la commune de Ferdrupt sont reconnaissables comme le Grebiay (790 m) au pied duquel se trouve la paroi rocheuse de Pont Roche, le Châtelet (871m) sans doute sommet plus connu de Ferdrupt, ou celui de Linqueny (758 m) aisément identifiable par la présence à son sommet d'une antenne-relais de télévision.

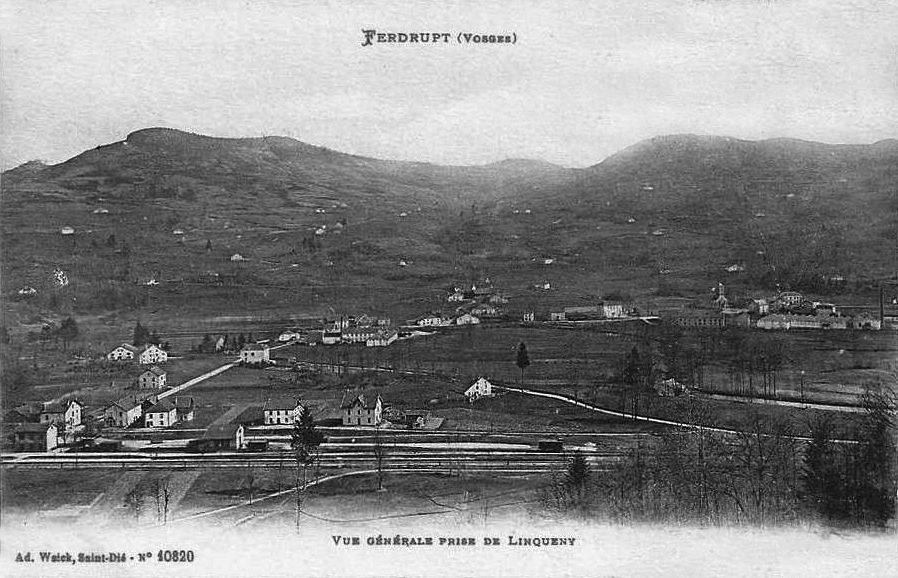
Vue générale de Ferdrupt avec la gare au premier plan, vers 1900.
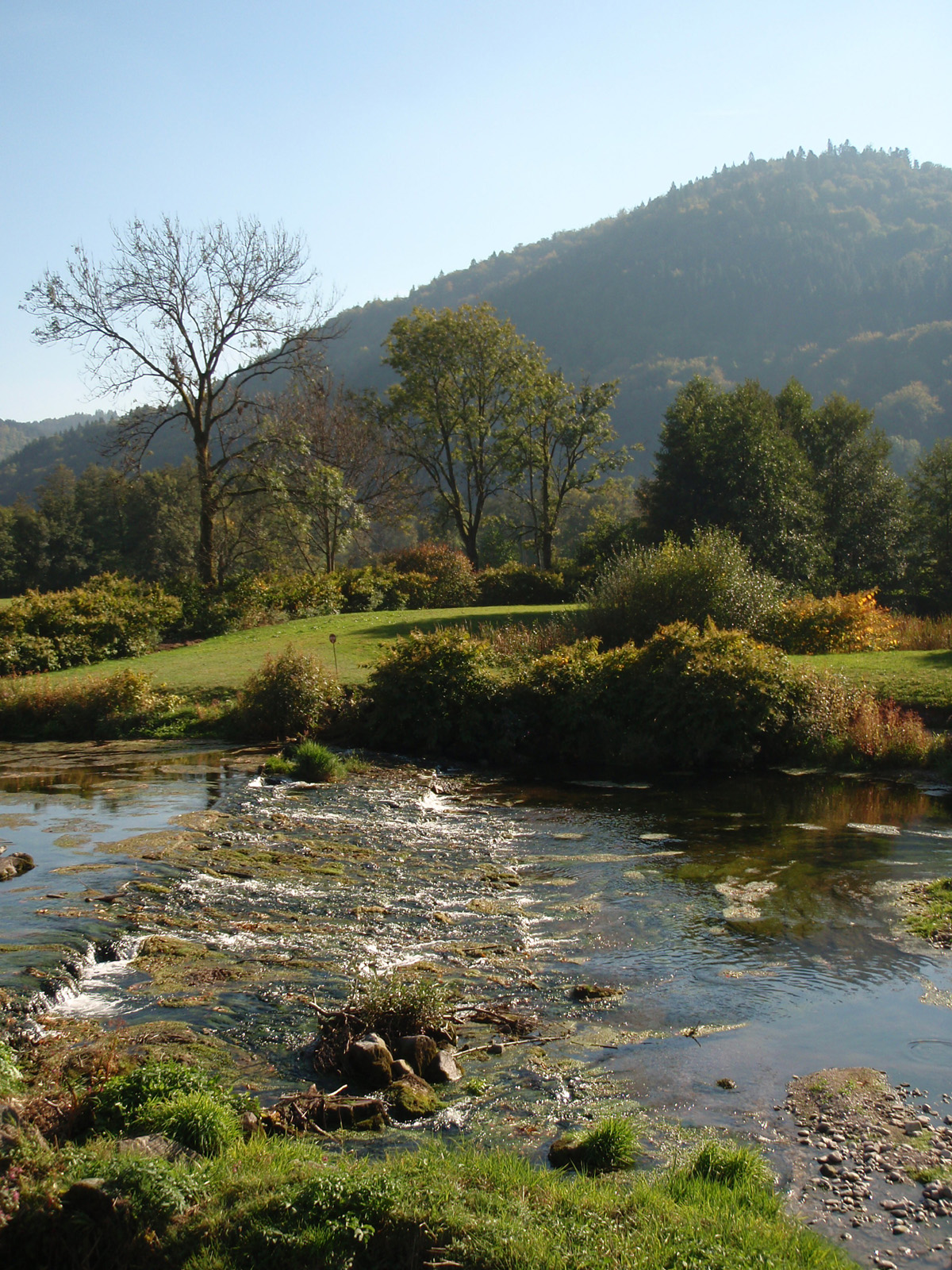
Sommet de Linqueny.
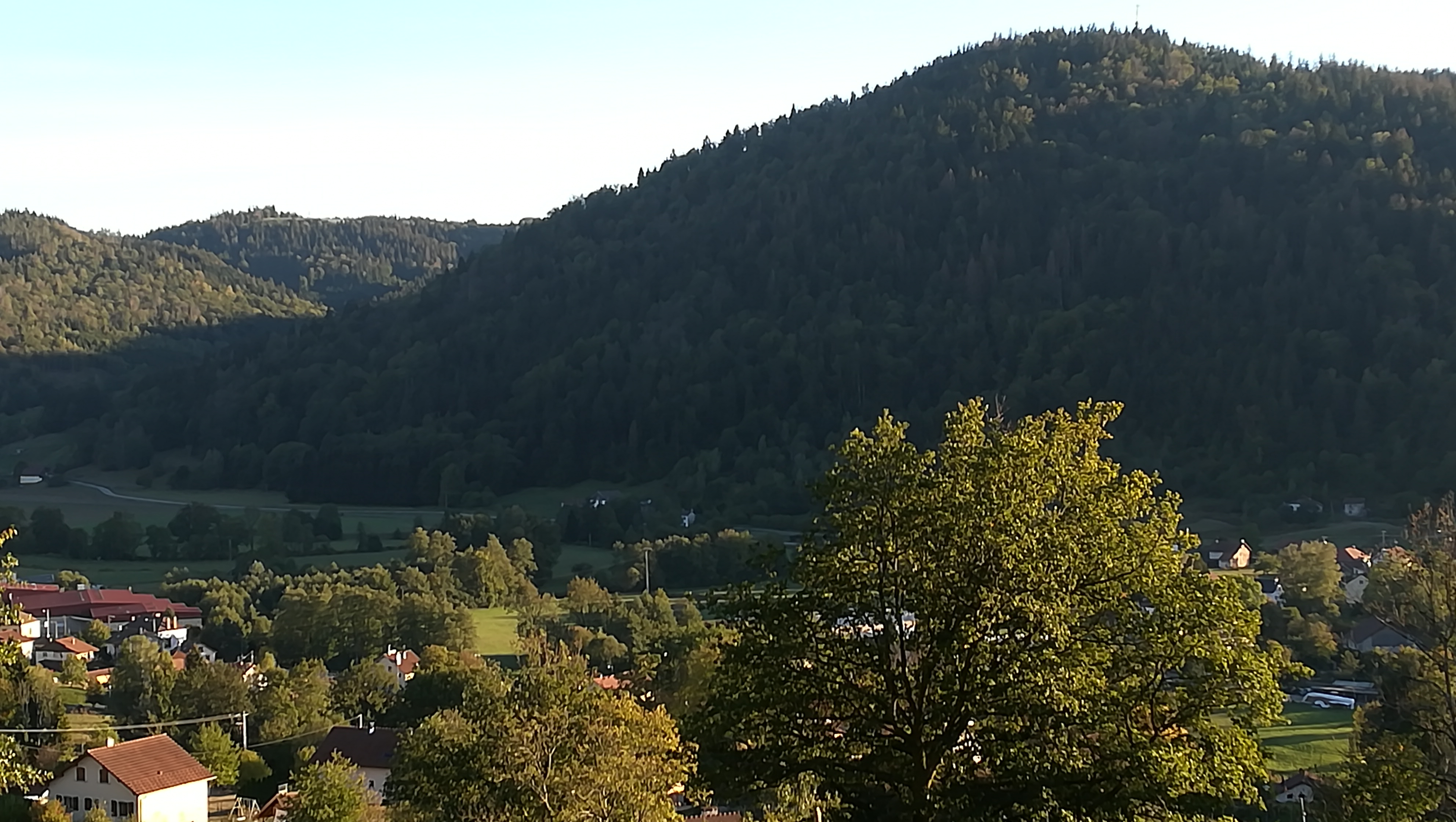
Sommet de Linqueny (à droite).
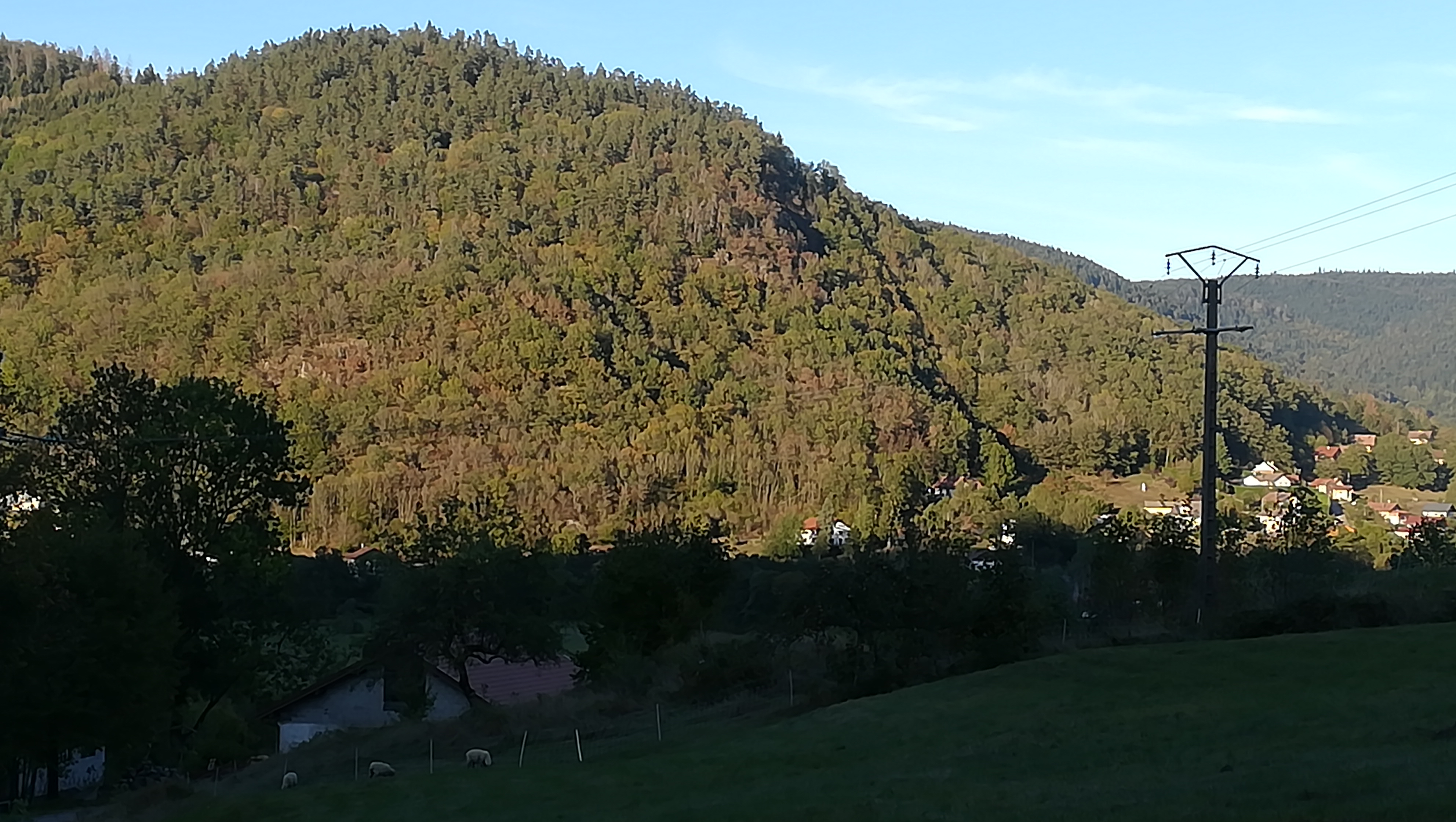
L’épaule du Mont Grebiay et la paroi de Pont Roche.

### Sismicité
Commune située dans une zone 3 de sismicité modérée.

### Communes limitrophes
| Rupt-sur-Moselle                   | Saulxures-sur-Moselotte |            |
| Corravillers Haute-Saône           | Ferdrupt                |            |
| Beulotte-Saint-Laurent Haute-Saône |                         | Ramonchamp |

### Hydrographie et les eaux souterraines

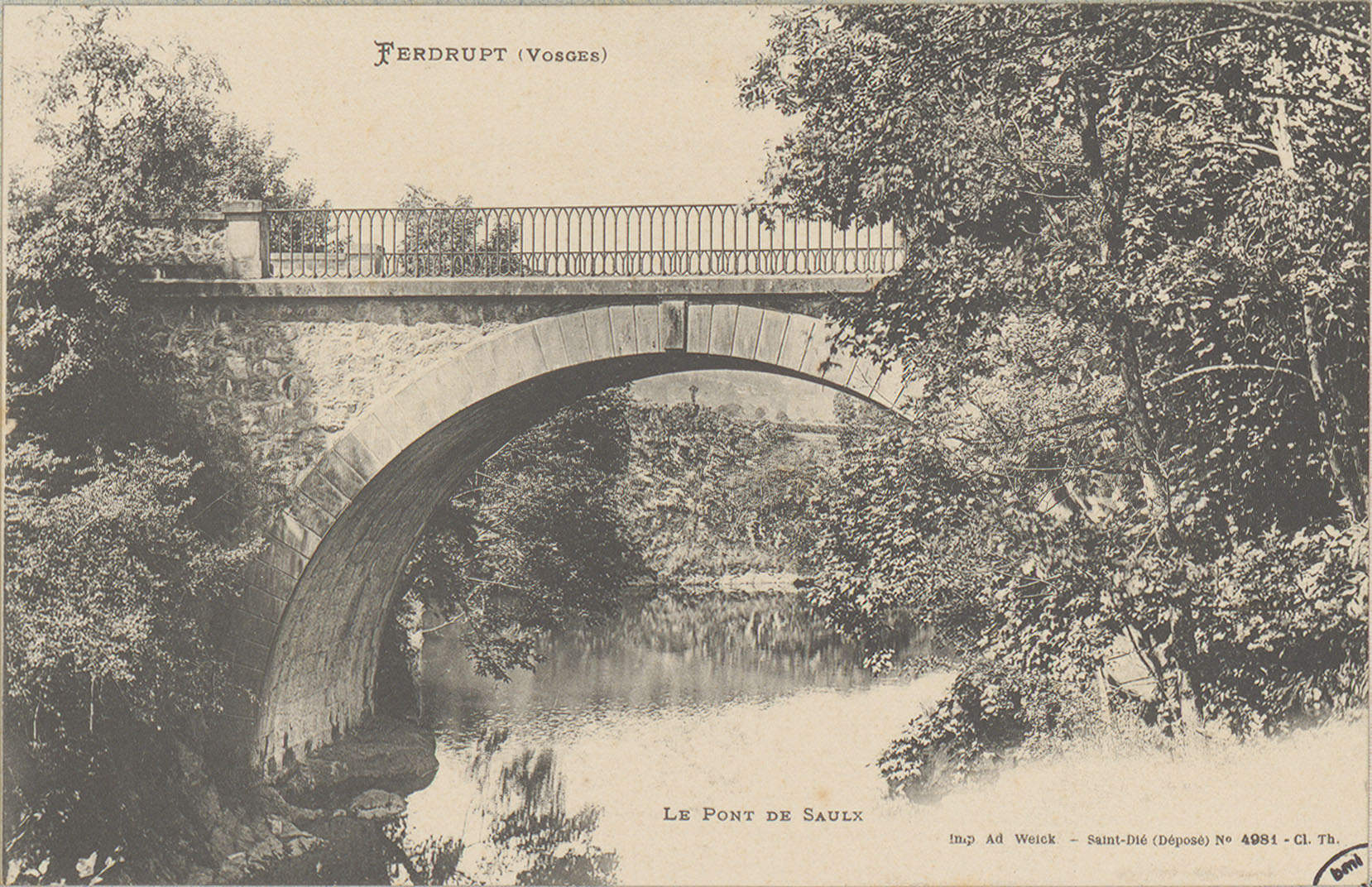
Le pont de Saulx
(carte postale Adolphe Weick).

Hydrogéologie et climatologie : Système d’information pour la gestion des eaux souterraines du bassin Rhin-Meuse :
Territoire communal : Occupation du sol (Corinne Land Cover); Cours d'eau (BD Carthage),
Géologie : Carte géologique; Coupes géologiques et techniques,
 Hydrogéologie : Masses d'eau souterraine; BD Lisa; Cartes piézométriques.
La commune est située pour partie dans le bassin versant du Rhin au sein du bassin Rhin-Meuse et pour partie dans le bassin versant de la Saône au sein du bassin Rhône-Méditerranée-Corse. Elle est drainée par la Moselle, le ruisseau de Grand Rupt, le ruisseau de Remanviller, (issu de la réunion du ruisseau du Pre Martin et du ruisseau de Morbieu), le ruisseau de Ferdrupt (et sa branche supérieure la  Goutte du Pré de Lenne), le ruisseau de Xoarupt, le ruisseau du Chene et,.
La Moselle, d’une longueur totale de 560 kilomètres, dont 315 kilomètres en France, prend sa source dans le massif des Vosges au col de Bussang et se jette dans le Rhin à Coblence en Allemagne.
La qualité des eaux de baignade et des cours d’eau peut être consultée sur un site dédié géré par les agences de l’eau et l’Agence française pour la biodiversité.

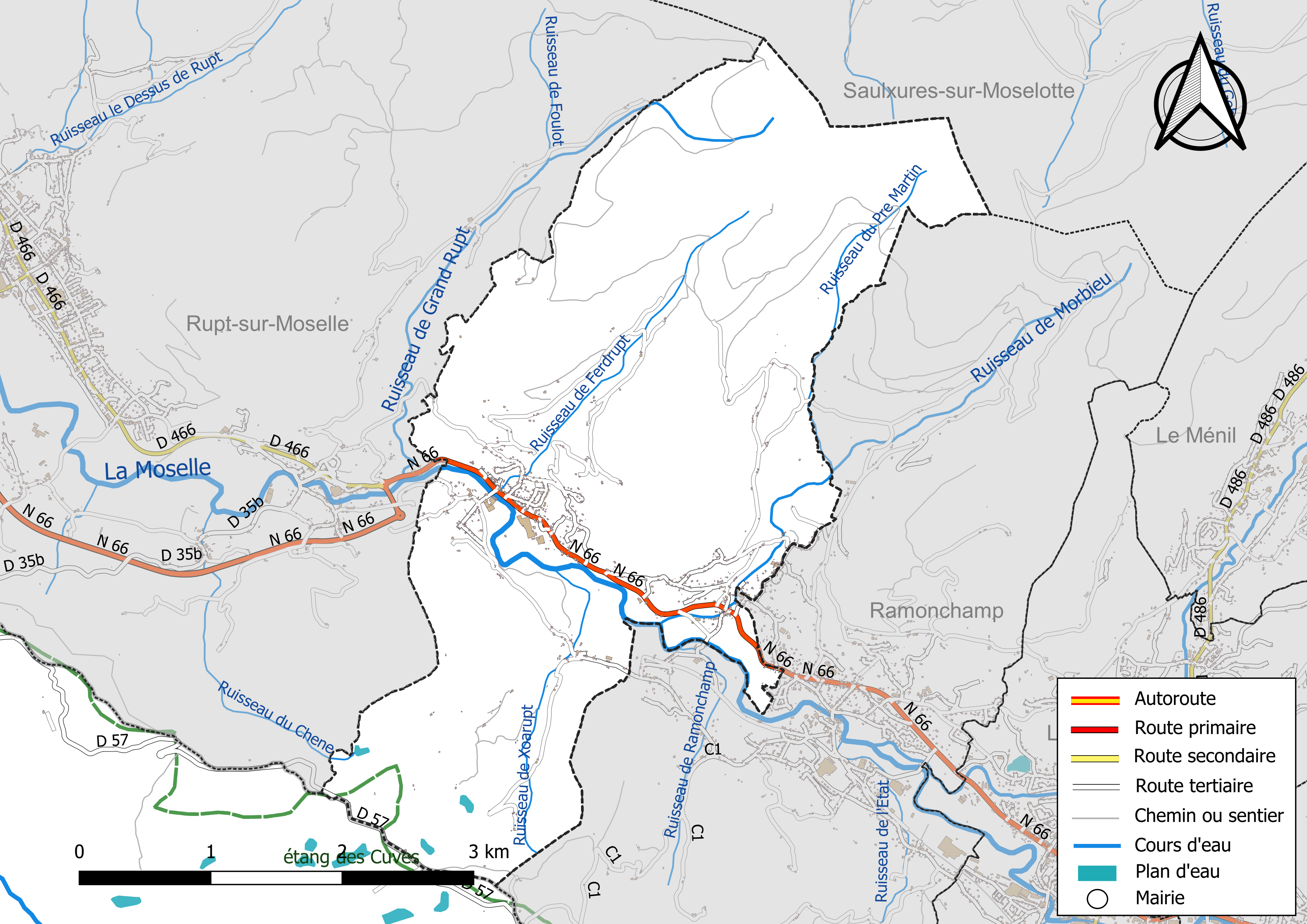
Réseaux hydrographique et routier de Ferdrupt.

### Climat
Pour des articles plus généraux, voir Climat du Grand Est et Climat des Vosges.
En 2010, le climat de la commune est de type climat de montagne, selon une étude du Centre national de la recherche scientifique s'appuyant sur une série de données couvrant la période 1971-2000. En 2020, Météo-France publie une typologie des climats de la France métropolitaine dans laquelle la commune est exposée à un climat semi-continental et est dans la région climatique  Vosges, caractérisée par une pluviométrie très élevée (1 500 à 2 000 mm/an) en toutes saisons et un hiver rude (moins de 1 °C).
Pour la période 1971-2000, la température annuelle moyenne est de 9,3 °C, avec une amplitude thermique annuelle de 16,9 °C. Le cumul annuel moyen de précipitations est de 1 911 mm, avec 14,3 jours de précipitations en janvier et 11,4 jours en juillet. Pour la période 1991-2020, la température moyenne annuelle observée sur la station météorologique de Météo-France la plus proche, « Ballon de Servance », sur la commune de Haut-du-Them-Château-Lambert à 7 km à vol d'oiseau, est de 6,5 °C et le cumul annuel moyen de précipitations est de 1 882,9 mm. 
La température maximale relevée sur cette station est de 31,2 °C, atteinte le 24 juillet 2019 ; la température minimale est de −20,1 °C, atteinte le 20 décembre 2009,,.
Les paramètres climatiques de la commune ont été estimés pour le milieu du siècle (2041-2070) selon différents scénarios d'émission de gaz à effet de serre à partir des nouvelles projections climatiques de référence DRIAS-2020. Ils sont consultables sur un site dédié publié par Météo-France en novembre 2022.

## Urbanisme

### Typologie
Au 1er janvier 2024, Ferdrupt est catégorisée commune rurale à habitat dispersé, selon la nouvelle grille communale de densité à sept niveaux définie par l'Insee en 2022.
Elle appartient à l'unité urbaine du Thillot, une agglomération intra-départementale regroupant huit  communes, dont elle est une commune de la banlieue,,. Par ailleurs la commune fait partie de l'aire d'attraction du Thillot, dont elle est une commune de la couronne,. Cette aire, qui regroupe 7 communes, est catégorisée dans les aires de moins de 50 000 habitants,.

### Occupation des sols
L'occupation des sols de la commune, telle qu'elle ressort de la base de données européenne d’occupation biophysique des sols Corine Land Cover (CLC), est marquée par l'importance des forêts et milieux semi-naturels (74,4 % en 2018), une proportion sensiblement équivalente à celle de 1990 (74,6 %). La répartition détaillée en 2018 est la suivante : 
forêts (74,4 %), prairies (16,7 %), zones agricoles hétérogènes (6,7 %), zones urbanisées (2,2 %). L'évolution de l’occupation des sols de la commune et de ses infrastructures peut être observée sur les différentes représentations cartographiques du territoire : la carte de Cassini (XVIIIe siècle), la carte d'état-major (1820-1866) et les cartes ou photos aériennes de l'IGN pour la période actuelle (1950 à aujourd'hui).

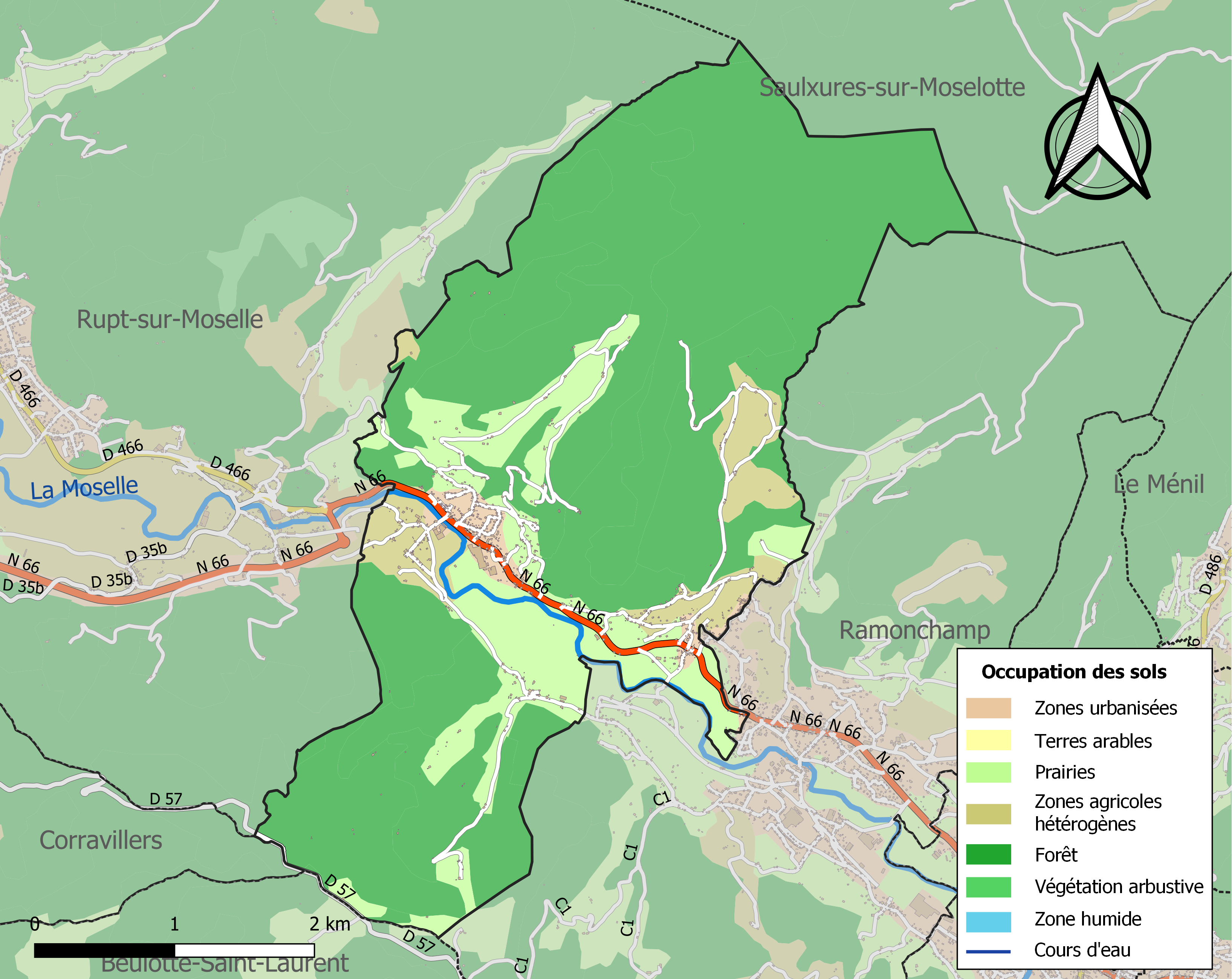
Carte des infrastructures et de l'occupation des sols de la commune en 2018 (CLC).

## Toponymie
Le nom de la localité est attesté sous les formes Ferdru (1416) ; Fedru (1436) ; Ferderuz (vers 1590) ; Ferdruz (1594) ; Fedruz (1656) ; Ferdrupt (1682) ; Ferdrup (1768).

La haute vallée de la Moselle fut longtemps de langue allemande : Ferdrupt s'appelait Furtelbach. 

## Histoire
La commune de Ferdrupt fut créée par ordonnance du 19 décembre 1831 moyennant la réunion des sections de Ferdrupt, Remanvillers et de Xoarupt, distraites du territoire de Rupt et de Ramonchamp.
Jusqu'en 1792, le hameau de Ferdrupt dépendait du Ban de Ramonchamp. Associé à Xoarupt et à la majeure partie de Remanvillers, ce secteur a été rattaché à la commune de Rupt, avant d'acquérir son indépendance effective en 1832.
Des anciens du village ont relaté la présence d'hommes sauvages dans les bois de Ferdrupt (appelé le "peut-homme"). Très ancrée dans le folklore local, cette légende n'a jamais été confirmée. Néanmoins, des plaques d'égouts ornées d'une illustration d'un homme des bois ont été spécialement fabriquées à Pont-à-Mousson.
La commune a été décorée le 11 novembre 1948 de la Croix de guerre 1939-1945.
La gare de Ferdrupt sur la ligne d'Épinal à Bussang a été fermée en novembre 1993.

## Politique et administration

### Budget et fiscalité 2022

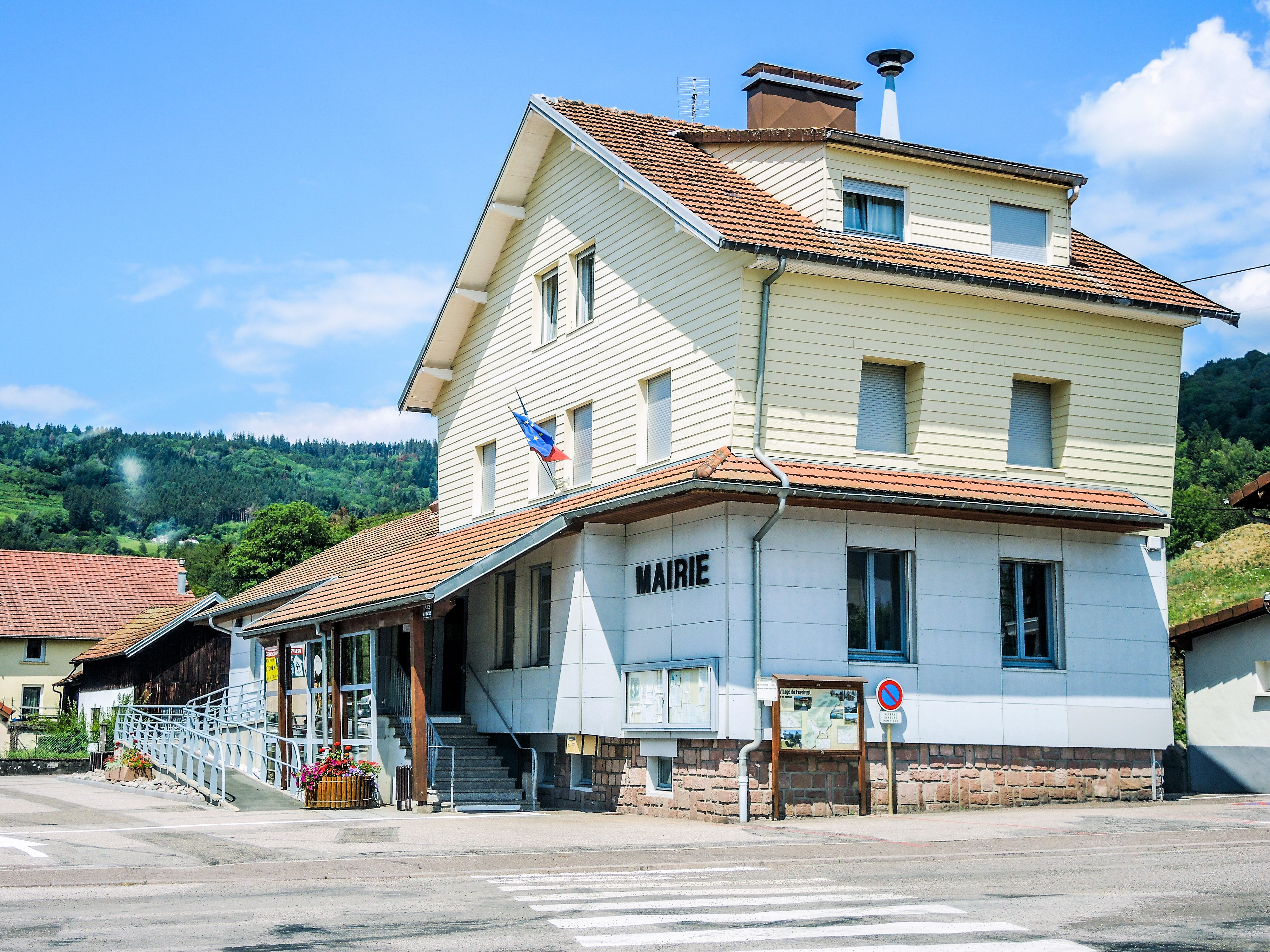
La mairie de Ferdrupt.

En 2022, le budget de la commune était constitué ainsi :
- total des produits de fonctionnement : 868 000 €, soit 1 170 € par habitant ;
- total des charges de fonctionnement : 797 000 €, soit 1 074 € par habitant ;
- total des ressources d’investissement : 450 000 €, soit 606 € par habitant ;
- total des emplois d’investissement : 149 000 €, soit 200 € par habitant ;
- endettement : 189 000 €, soit 255 € par habitant.

Avec les taux de fiscalité suivants :
- taxe d’habitation : 18,75 % ;
- taxe foncière sur les propriétés bâties : 39,25 % ;
- taxe foncière sur les propriétés non bâties : 16,52 % ;
- taxe additionnelle à la taxe foncière sur les propriétés non bâties : 38,75 % ;
- cotisation foncière des entreprises : 20,86 %.

Chiffres clés Revenus et pauvreté des ménages en 2021 : médiane en 2021 du revenu disponible, par unité de consommation : 21 320 €.

### Liste des maires
| Période                                  | Période        | Identité                     | Étiquette | Qualité                             |
| ---------------------------------------- | -------------- | ---------------------------- | --------- | ----------------------------------- |
| Les données manquantes sont à compléter. |                |                              |           |                                     |
|                                          |                | Paul Germain                 |           |                                     |
|                                          |                | Marcel Amet (1914-1998)      |           | Épicier                             |
|                                          |                | André Hingray                |           |                                     |
| 1977                                     | septembre 1996 | Pierre Tisserand (1937-2024) |           | Métreur en bâtiment, démissionnaire |
| octobre 1996                             | avril 2014     | Daniel Didier                | SE        |                                     |
| avril 2014                               | En cours       | Étienne Colin                |           |                                     |

## Population et société

### Démographie

#### Évolution démographique
L'évolution du nombre d'habitants est connue à travers les recensements de la population effectués dans la commune depuis 1836. Pour les communes de moins de 10 000 habitants, une enquête de recensement portant sur toute la population est réalisée tous les cinq ans, les populations de référence des années intermédiaires étant quant à elles estimées par interpolation ou extrapolation. Pour la commune, le premier recensement exhaustif entrant dans le cadre du nouveau dispositif a été réalisé en 2008.

En 2022, la commune comptait 731 habitants, en évolution de +1,53 % par rapport à 2016 (Vosges : −2,96 %, France hors Mayotte : +2,11 %).
| 1836  | 1841  | 1846  | 1856 | 1861 | 1866  | 1876  | 1881  | 1886  |
| ----- | ----- | ----- | ---- | ---- | ----- | ----- | ----- | ----- |
| 1 122 | 1 062 | 1 068 | 996  | 995  | 1 028 | 1 005 | 1 071 | 1 121 |

| 1891  | 1896  | 1901  | 1906  | 1911  | 1921  | 1926  | 1931  | 1936 |
| ----- | ----- | ----- | ----- | ----- | ----- | ----- | ----- | ---- |
| 1 132 | 1 211 | 1 274 | 1 281 | 1 222 | 1 084 | 1 069 | 1 045 | 972  |

| 1946 | 1954 | 1962 | 1968 | 1975 | 1982 | 1990 | 1999 | 2006 |
| ---- | ---- | ---- | ---- | ---- | ---- | ---- | ---- | ---- |
| 922  | 909  | 860  | 790  | 763  | 833  | 859  | 854  | 810  |

| 2008 | 2013 | 2018 | 2022 | - | - | - | - | - |
| ---- | ---- | ---- | ---- | - | - | - | - | - |
| 797  | 735  | 722  | 731  | - | - | - | - | - |

### Enseignement
Établissements d'enseignements :
- À Ferdrupt se trouvent deux écoles publiques : une école primaire ainsi qu'une école maternelle[29].
- Collèges à Le Thillot, Rupt-sur-Moselle, Cornimont, Vagney.
- Lycées à Remiremont.

### Santé
Professionnels et établissements de santé :
- Médecins à Le Mesnil, Ramonchamp, Le Thillot, Saint-Maurice-sur-Moselle, Fresse-sur-Moselle, Saulxures-sur-Moselotte, Rupt-sur-Moselle.
- Pharmacies à Ramonchamp, Le Thillot, Saint-Maurice-sur-Moselle, Fresse-sur-Moselle, Saulxures-sur-Moselotte, Rupt-sur-Moselle, Bussang.
- Hôpitaux à Le Thillot, Bussang, Cornimont, Oderen.
- Centre hospitalier Beatrix de Lorraine à Remiremont.

### Cultes
- Culte catholique, Paroisse Saint-Etienne-des-Rupts[31], Diocèse de Saint-Dié.

## Économie

### Entreprises et commerces

#### Agriculture
L'enquête thématique régionale (architecture rurale des Hautes-Vosges) a recensé les maisons et fermes du XVIIIe siècle) et XIXe siècle).
- Élevage d'ovins et de caprins.
- Élevage d'autres bovins et de buffles.
- Élevage d'autres animaux.
- Élevage de volailles.
- Sylviculture et autres activités forestières.

#### Tourisme
- Hébergements et restauration à Ferdrupt, Ramonchamp, Servance, Le Thillot, Saulxures-sur-Moselotte.

#### Commerces
- Commerces et services de proximité à Ferdrupt, Oberbruck, Rupt-sur-Moselle, Saint-Étienne-lès-Remiremont, Le Thillot.

## Culture locale et patrimoine

### Lieux et monuments

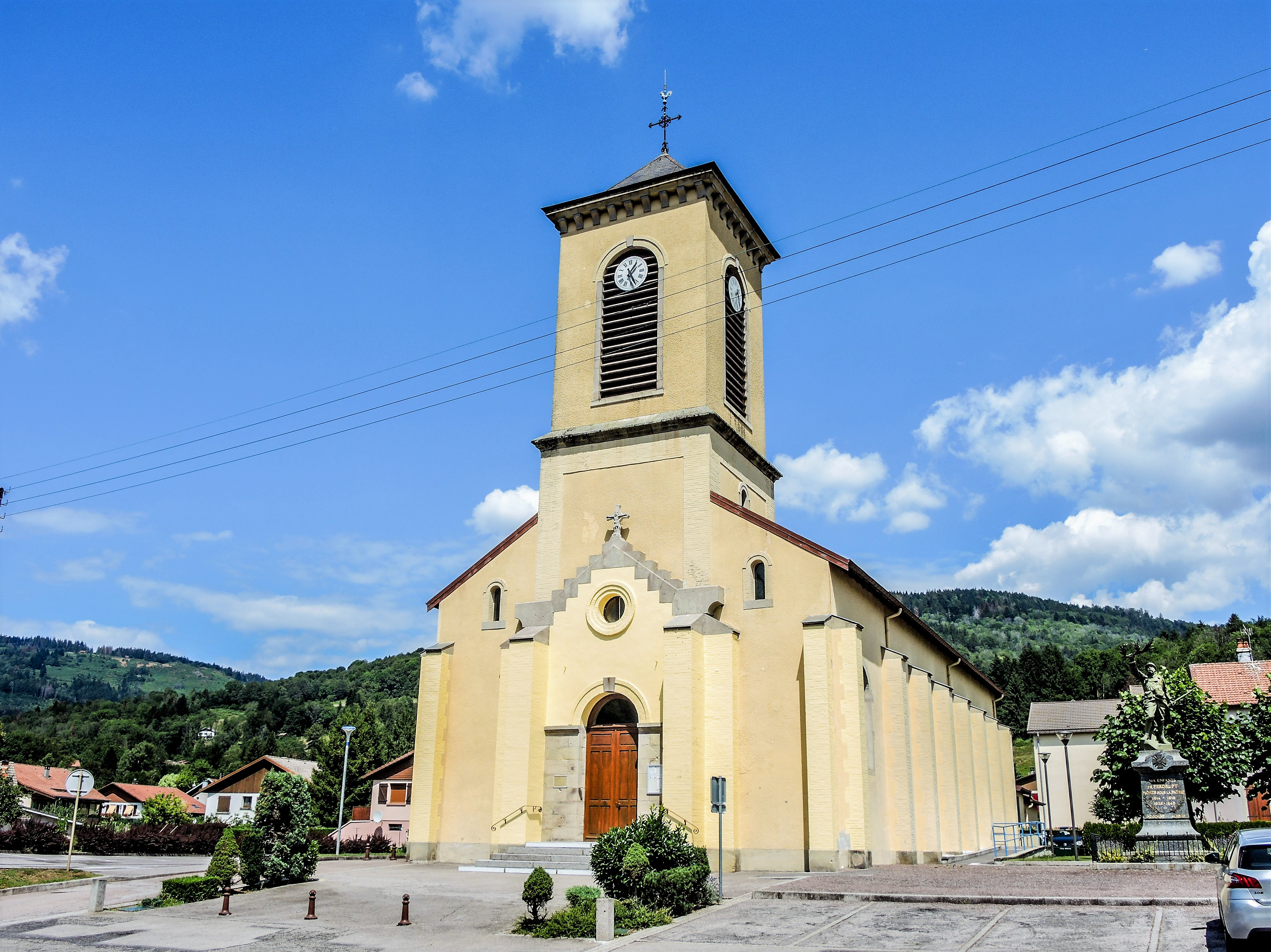
Église Saint-Vincent-de-Paul et mémorial.

- Église Saint-Vincent-de-Paul et son orgue de 1969 de Gonzalez[33]

La construction de cette église fut achevée en 1895, avec comme architecte M. Fachot, de Remiremont, et comme entrepreneur M.Lentsch, du Val d'Ajol.
Orgue de Victor Gonzalez réalisé en 1969.
- Monument aux morts[37],[38].

Ce monument est un hommage aux habitants de Ferdrupt morts pour la patrie. Il relate les noms des décédés lors de la première guerre mondiale et de la seconde guerre mondiale, en Indochine et Algérie.

### Jumelage
- Saint-Divy (France) depuis 2022.

Ferdrupt est jumelé avec Saint-Divy (Finistère, Bretagne). Chaque année, lors du week-end de l'ascension, les habitants de Ferdrupt et de Saint-Divy se retrouvent.

### Personnalités liées à la commune
- Victor Gonzalez, Facteur d'orgue d’origine espagnole et élève de Cavaillé Coll[41].

### Héraldique, logotype et devise
| Blason de Ferdrupt | Blason  | Coupé haussé: au 1er de gueules à la croix de Lorraine d'or à dextre et à deux clés d'argent passées en sautoir à senestre, au 2e d'azur au fer à cheval d'argent à dextre et à la silhouette de tête et col de bœuf d'or vus de dos à senestre accompagnés en pointe d'une trangle ondée d'argent. |
| Blason de Ferdrupt | Détails | Le fer à cheval et la trangle ondée dessinant un cours d’eau (un ru ou rupt), constituent des armes parlantes approchantes pour le toponyme FERDRUPT. La trangle dessine bien entendu le cours de la Moselle et des ruisseaux qui s’y jettent. Le fer est aussi celui des chevaux de trait de jadis. La tête stylisée de bœuf symbolise l’élevage bovin important sur le finage. La croix à double traverse d’or sur le champ de gueules (rouge) souligne l’appartenance à la Lorraine. Les gueules avec les deux clés rappellent que, sous l’ancien régime le village avait pour seigneur l’abbaye de Remiremont (l’abbaye avait pour armes : de gueules à deux clés d’argent mises en sautoir) et était rattaché au ban de Rupt ayant pour emblème un rameau de chêne. Suite aux sacrifices subis, la Croix de Guerre 1939 – 1945 a été attribuée à FERDRUPT le 11 novembre 1948. Armoiries composées et dessinées par Robert, André LOUIS, président du Comité Lorrain d’Héraldique et adoptées par la municipalité le 09 /04 /2024, Monsieur Étienne COLIN, étant maire. |

## Pour approfondir